# Mogambo

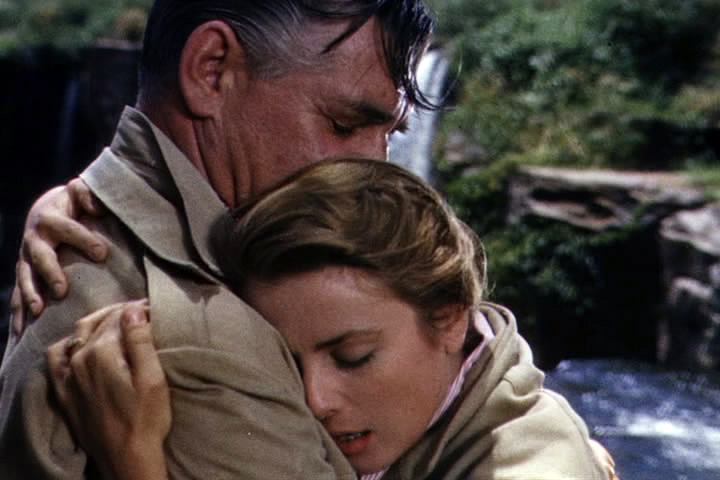
Clark Gable e Grace Kelly

Mogambo, é um filme estadunidense de 1953 do gênero Drama e Aventura,  dirigido por John Ford. O roteiro foi adaptado por John Lee Mahin da peça de Wilson Collison. Mogambo é um remake do filme Red Dust (1932), que tinha também Clark Gable como protagonista.

## Elenco Principal
- Clark Gable...Victor Marswell
- Ava Gardner...Eloise Y. "Honey Bear" Kelly
- Grace Kelly...Linda Nordley
- Donald Sinden...Donald Nordley

## Sinopse
Eloise Y. 'Honey Bear' Kelly  chega a um remoto posto na África para encontrar-se com um rico marajá, mas o homem já tinha partido. Enquanto ela espera por um novo barco, resolve assediar o caçador Victor Marswell, antigo amante e que não quer muita conversa com ela. Victor está ocupado organizando um safári para levar um casal de cinegrafistas ao encontro de gorilas selvagens, pois eles pretendem realizar um documentário.  Linda, a mulher do cinegrafista, se apaixona por Victor e quer deixar o marido, para despeito de Eloise que não quer ser preterida dessa forma.

## Premiações
- Golden Globe para Grace Kelly, como melhor atriz coadjuvante de 1954;
- Indicado ao Oscar para melhor atriz (Ava Gardner) e melhor atriz coadjuvante (Grace Kelly).
- Indicado ao BAFTA como melhor filme.